# Birkirkara
Birkirkara o també B'kara és una ciutat de Malta i en concret la més poblada amb 23.000 habitants en una superfície de 2,7 km². És el lloc de naixement de l'actual cap de govern Edward Fenech Adami i també del cap de l'oposició Alfred Sant.